# هاوکر هانتر
هاوکر هانتر (به انگلیسی: Hawker Hunter) هواپیمای جت جنگنده فروصوت بریتانیایی است که شرکت هاوکر سایدلی آن را در دهه ۱۹۵۰ طراحی کرد. هاوکر هانتر هواپیمایی تک‌موتوره و تک‌سرنشینه بود که مانورپذیری و عملکرد پروازی بسیار جالبی در ارتفاع پایین داشت و سال‌ها در نیروی هوایی بریتانیا و بیست کشور دیگر دنیا فعال بود و در نبردهای متعددی در نقاط مختلف دنیا شرکت داشت. هنوز هم با وجود گذشت بیش از ۶ دهه از طراحی آن در ارتش لبنان از این هواپیما استفاده می‌شود.
هاوکر هانتر ابتدا به عنوان شکاری رهگیر روزگرد به خدمت ارتش بریتانیا درآمد اما با ورود جت‌های مافوق صوت و بمب‌افکن‌های بلندپرواز به عرصه نبردهای هوایی رفته‌رفته مأموریت هاوکر هانترها نیز تغییر کرده و از آن‌ها بیشتر در نقش جنگنده بمب‌افکن برای بمباران اهداف زمینی و پشتیبانی نزدیک هوایی و همچنین ماموریت‌های شناسایی و آموزش‌های پیشرفته خلبانان جت‌های جنگی استفاده می‌شد.

## بریتانیا

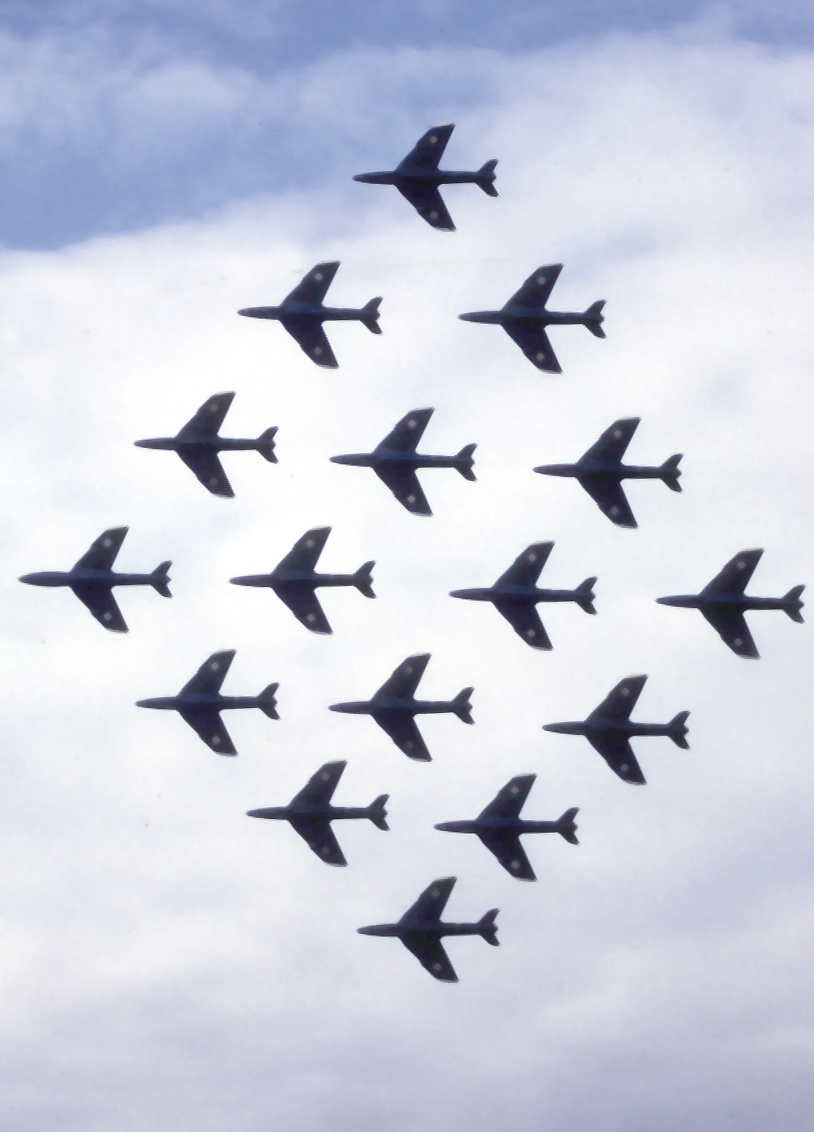
نمایش هوایی ۱۶ فروند هاوکر هانتر در ۱۹۶۰

بریتانیایی‌ها از این هواپیما در جنگ ۱۹۵۶ کانال سوئز برای اسکورت بمب‌افکن‌های اینگلیش الکتریک کانبرای خود و دفاع هوایی منطقه‌ای استفاده کردند. در شورش سال ۱۹۶۲ برونئی نیز هاوکر هانترها به یاری نیروهای زمینی انگلیسی آمدند. انگلیسی‌ها از سال ۱۹۶۳ هاوکر هانترهایِ رهگیر را با هواپیمای بسیار سریع‌تر و دوربردتر اینگلیش الکتریک لایتنینگ جایگزین کرده اما بیشتر آن‌ها را به مدل اف‌جی‌ای. ۹ برای پشتیبانی نزدیک هوایی تبدیل کردند که تا سال ۱۹۷۱ در کنار هاوکر هانترهای مخصوص شناسایی اف‌جی‌ای. ۱۰ در ارتش این کشور فعال بود. این دو مدل بسیار شبیه به هم از سال ۱۹۶۴ ماموریت‌های گسترده‌ای را علیه شورشیان یمنی به اجرا درآورند. توانایی این هواپیماها برای استفادهٔ مؤثر از مسلسل‌های ۳۰ میلی‌متری و راکت‌های کوچک ۳ اینچی نشان می‌داد که هانتر هواپیمایی مناسب برای ماموریت‌های حمله به زمین است.
بریتانیایی‌ها تا اواخر دهه ۱۹۷۰ از هاوکر هانترها برای تمرین و آموزش خلبانان خارجی مقیم بریتانیا هم استفاده می‌کردند که در این دوران جت‌های تمرینی بی‌ای‌ئی هاوک جای آن‌ها را گرفتند. مدل‌های دوسرنشینه هاوکر هانتر هم تا اوایل دهه ۱۹۹۰ در نیروی هوایی و نیروی دریایی بریتانیا برای آموزش خلبانان فعال بودند.

### هند
هند از کاربران اصلی این هواپیمای بود که ۱۴۰ فروند از آن را در سال ۱۹۵۴ خریداری کرد. خرید این هواپیما همزمان با خرید اف-۸۶ سیبرهای آمریکایی توسط پاکستان صورت می‌گرفت. در جنگ سال ۱۹۶۲ هند و چین هاوکر هانترها مهم‌ترین و تواناترین جنگنده رهگیر نیروی هوایی هند بودند و توانستند با تأمین برتری هوایی از طریق موفقیت در جنگ‌های هوایی خود در مقابل میگ‌های ساخت روسیه نیروی هوایی چین جلوی حمله بمب‌افکن‌های ایلیوشین-۴ چینی را به شهرهای داخلی هند بگیرند.
از سال ۱۹۶۲ هند خریداری تعداد زیادی میگ-۲۱ از شوروی را آغاز کرد. میگ‌ها که بسیار سریع‌تر و برای پرواز در ارتفاعات بالا کاملاً مناسب‌تر بودند رفته‌رفته جای هانترهای را در ماموریت‌های دفاع هوایی گرفتند و این پرنده‌های انگلیسی به ماموریت‌های حمله به زمین و شناسایی منتقل شدند. جنگ سال ۱۹۶۵ هند و پاکستان بار دیگر شاهد پرواز هانترها بود که هنور رهگیر اصلی هندی‌ها بودند. در این جنگ نبردهای هوایی متعددی میان هانترها و اف-۸۶ها و اف-۱۰۴های ساخت آمریکای پاکستان اتفاق افتاد. جنگی که در طول یک ماه شاهد هزاران ساعت پرواز جنگنده‌های طرفین و سرنگونی ده‌ها فروند از آن‌ها بود و با وجود درگیری شدید به یک بن‌بست منتهی شد. شش سال بعد در جنگ مجدد دو کشور هاوکر هانترهای هندی بمباران بی‌وقفه‌ای را برای جلوگیری از پیشروی پاکستانی‌ها در خاک هند انجام داند و بارها به زره‌پوش‌ها و تانک‌های پاکستانی و اهداف مهم نظامی در داخل خاک پاکستان حمله‌ور شدند.
هندی‌ها در نهایت در سال ۱۹۷۸ موفق به خرید جنگنده پیشرفته‌ای برای جایگزینی هانترهای سالخورده شدند. بعد از بررسی بسیار طولانی برنده این رقابت جنگنده ضربتی انگلیسی-فرانسوی سپکت جگوار بود که بالاتر از میراژ اف-۱ و ساب فیگن سوئدی به عنوان جنگنده حمله به زمین بعدی ارتش هند انتخاب شد. با ورود جگوارها که بیشتر آن‌ها در هند با نام «شمشیر» تولید شدند، هانترها بازنشسته شده و در سال ۱۹۹۶ آخرین اسکادران آن‌ها با سوخو-۳۰ ام‌کی‌آی مدلِ تولید هند و یکی از پیشرفته‌ترین مدل‌های جنگنده نامدار فلانکر روس‌ها جایگزین شد.

### سوئد
سوئد نیز یکی از کشورهایی بود که تعداد قابل توجهی هانتر را در خدمت خود داشت. سوئدی‌ها در سال ۱۹۵۴ قراردادی برای خرید ۱۲۰ فروند هاوکر هانتر ام‌کی ۵۰ (مشابه ام‌کی۴ در نیروی هوایی بریتانیا) امضا کردند. سوئدی‌ها برای آن‌که هانترهایشان بتوانند بمب‌افکن‌های دشمن را سرنگون کنند، آن‌ها را به چهار توپ مسلسل ۳۰ میلی‌متری و دو موشک سایدوایندر مسلح کرده بودند. عمر هانتر در ارتش سوئد طولانی نبود و طرح بومی سوئدی‌ها یعنی جنگندهٔ بال‌مثلثیِ پرسرعت و چابک ساب ۳۵ دراکن در دهه ۱۹۶۰ جای آن را گرفت و در سال ۱۹۶۹ آخرین آن‌ها از فعالیت خارج شد.

### سوئیس

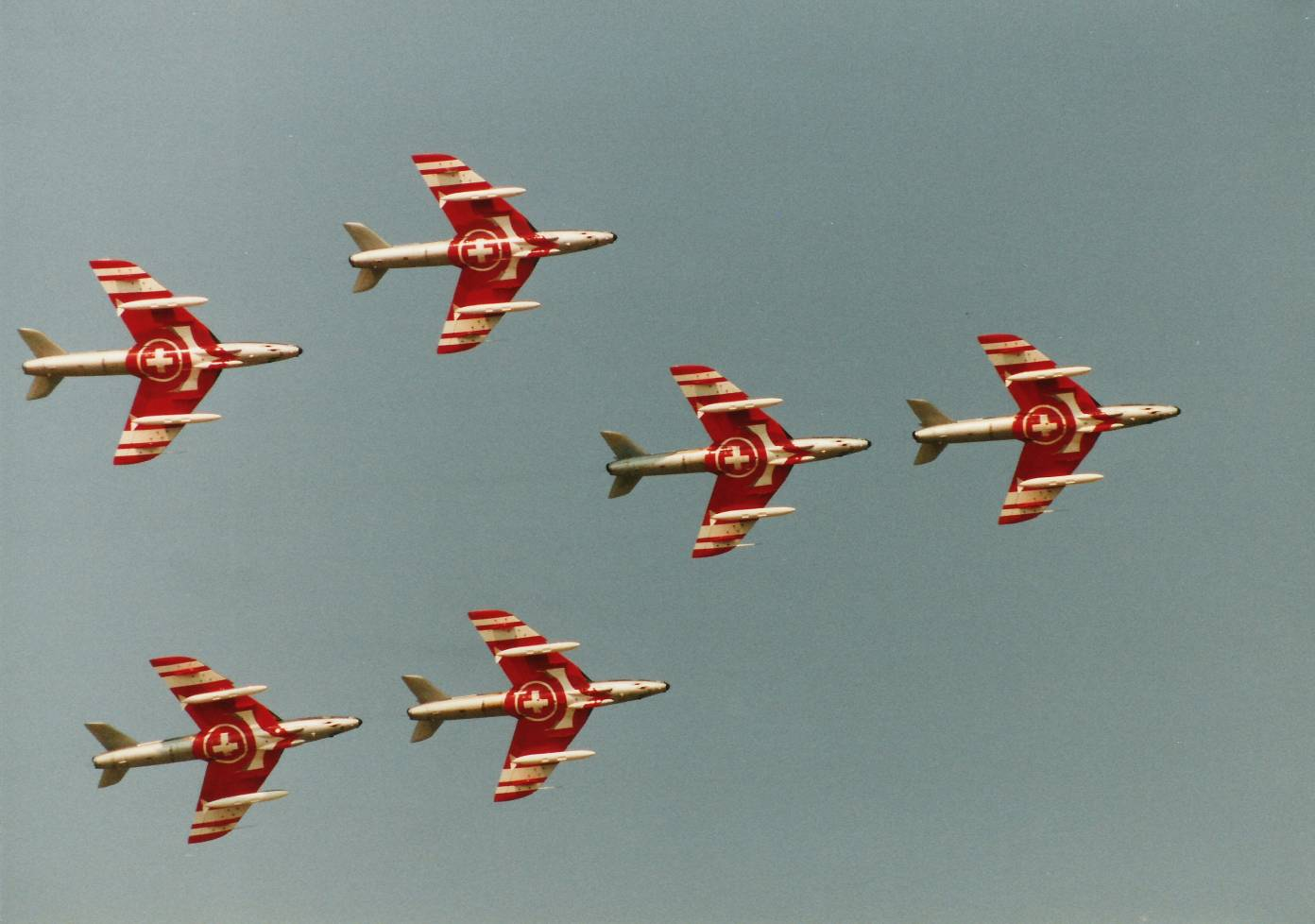
هاوکر هانترهای سوئیسی در سال ۱۹۹۱

سوئیس در سال ۱۹۵۷ قراردادی را برای خرید ۱۰۰ فروند هاوکر هانتر با بریتانیا امضا کرد. ابتدا ۱۲ فروند از هاوکر هانترهای اف. ۶ نیروی هوایی بریتانیا پس از نوسازی به سوئیس منتقل می‌شد و سپس ۸۸ فروند از مدل سفارش سوئیس اف. ۵۸ برای این کشور ساخته می‌شد تا جایگزین جنگنده‌های انگلیسی بازمانده از جنگ جهانی دوم دی هاویلند ومپایر شوند. هاوکر هانتر پس از یک بررسی مفصل و ارزیابی چندین هواپیما از جمله اف-۸۶های آمریکایی و لغو برنامه تولید جنگنده بومی پی. ۱۶، به عنوان رهگیر جدید سوئیسی‌ها انتخاب شده بود. سوئیسی‌ها بخشی از ناوگان هانترهای خود را هم به‌طور دائمی در حالت ذخیره نگه داشته بودند. این هانترها در آشیانه‌های مخصوصی در نقاط دور از دسترس کوهستانی آویزان شده و به «اسکادران‌های خوابیده» شهرت یافته بودند. قرار بود که هر گاه یک جنگ تمام عیار درگرفت، اسکادران‌های خوابیده از آشیانه بیرون آمده و دوباره فعال شوند و جاده‌های مجاور محل استقرار خود را به باند پرواز و فرود تبدیل کنند.
سوئیسی‌ها چندین بار قصد داشتند هاوکر هانترهای خود را با هواپیماهای دیگر جایگزین کنند که به دلایل مختلف از آن منصرف شدند. ابتدا قرار بود جنگنده‌های فرانسوی میراژ ۳ جای آن‌ها را بگیرند که به دلیل افزایش هزینه‌ها این اتفاق نیفتاد و میراژها فقط به عنوان رهگیر ارتفاع بلند به خدمت نیروی هوایی سوئیس درآمدند و رهگیری و گشتزنی ارتفاع پایین و ماموریت‌های هوابه‌سطح همچنان بر دوش هانترها باقی ماند. یک بار دیگر هم رقابتی بین میراژ ۳، هواپیمای تهاجمی ایتالیایی فیات جی.۹۱ و آمریکایی ای-۷ کرسر برای انتخاب یک جنگنده حمله به زمین برگزار شد که آن هم به نتیجه‌ای نرسید. تا اینکه در ۱۹۷۵ بالاخره جنگنده آمریکایی اف-۵ تایگر به عنوان جایگزین هانتر برای ماموریت‌های هوابه‌هوا انتخاب شد. از آن پس هانترها در مقام جنگنده حمله‌به‌زمین اصلی سوئیس قرار گرفتند و این جایگاه را تا اواخر دهه ۱۹۹۰ در اختیار داشتند. ۳۴ فروند اف-۱۸ هورنت از سال ۱۹۹۶ تا ۱۹۹۹ تحت لیسانس مک‌دانل داگلاس در سوئیس تولید شدند و جایگزین آخرین هاوکر هانترهای سوئیسی شدند.
هانترها در طول دوره فعالیت طولانی خود در سوئیس بهینه‌سازی‌ها متعددی را هم تجربه کردند. آن‌ها از سال ۱۹۶۳ برای حمل موشک‌های گرمایاب آمریکایی سایدوایندر برای نبردهای هوابه‌هوا اصلاح شدند و جایگاه‌های حمل راکت‌های ۸۰ میلی‌متری هوابه‌سطح هم به آن‌ها اضافه شد. سوئیسی‌ها معمولاً بمب‌های ناپالم را علاوه بر بمب‌های معمولی در فهرست جنگ‌افزارهای هانترها قرار می‌دادند. در دهه ۱۹۸۰ هم یک ارتقاء گسترده با نام «هانتر ۸۰» بر روی این جنگنده‌ها انجام شد. یک گیرندهٔ هشدار امواج رادار ساخت آمریکا و یک پخش‌کننده فریب‌دهنده‌های راداری و گرمایی در دماغه هواپیما نصب شده و تعداد ریل‌های زیر بال برای حمل راکت هم از ۸ به ۱۰ افزایش یافت و اصلاحاتی بر روی هواپیما برای استفاده از مهمات جدیدی چون بمب خوشه‌ای بی‌ال۷۵۵ و موشک هوابه‌سطح ای‌جی‌ام-۶۵ ماوریک انجام شد. برخی از آن‌ها هم توانایی حمل غلاف اخلال الکترونیکی ویستا تی-۷۰۸ را به دشت آوردند و یک بهینه‌سازی ساده اما مهم هم افزودن ترمز با چتر نجات بود که فرود هواپیما در زمین‌های پوشیده از برف را بسیار ساده‌تر می‌کرد.

### عراق
عراق از کاربران دیگر این هواپیما بود که در اواخر دهه ۱۹۵۰ تعدادی هاوکر هانتر را خریداری کرد. نیروی هوایی عراق از این هواپیما برای سرکوب شورشیان کرد استفاده کرد و در جنگهای دهه ۱۹۶۰ و ۷۰ خود با اسرائیل نیز بهره فراوانی برد. در جنگ شش‌روزه تقریباً تمام ۲۴ فروند هاوکر هانتر نیروی هوایی اردن بر روی زمین در بمباران غافلگیرانه اسرائیل نابود شدند و از هاوکر هانترهای عراقی برای بمباران اسرائیل استفاده شدند هرچند پنج فروند از آن‌ها نیز در ابتدای جنگ در بمباران پایگاه اچ ۳ عراق نابود شدند.
عراقی‌ها در طول جنگ استنزاف از سال ۱۹۶۷ تا ۱۹۷۰ معمولاً هاوکر هانترهای خود را در پایگاه‌های مصر و سوریه مستقر کرده و از آن‌ها برای ضربه زدن به مواضع اسرائیلی‌ها استفاده می‌کردند. در طول این جنگ یکی از هاوکر هانترهای عراقی با خلبانی پاکستانی به نام سیف‌الاعظم موفق به سرنگونی یک میراژ ۳ و یک واتور ۲ اسرائیلی با مسلسل ۳۰ م‌م شد. در جنگ یوم کیپور در سال ۱۹۷۳ عراق یک اسکادران از هاوکر هانترهای خود را به مصر فرستاد. این اسکادران بلافاصله بین فرماندهان مصری خوشنام شده و به مهارت در پشتیبانی نزدیک هوایی و به ویژه حملات ضد زره شهرت یافته بود. هانترهای عراقی در مجموع در جنگ‌های سال ۱۹۶۷ و ۱۹۷۳ هشت پیروزی هوایی را در نبرد با نیروی هوایی اسرائیل به دست آوردند که شامل دو پیروزی در مقابل میراژ ۳، دو پیروزی در مقابل داسو سوپر میستر ۲ و دو پیروزی در مقابل واتور ۲ جنگنده - بمب‌افکن‌های فرانسوی و دو پیروزی در مقابل ای-۴ اسکای‌هاوک هواپیمای تهاجمی ساخت آمریکا می‌شد.
آخرین استفاده جنگی عراقی‌ها از این هواپیما به اوایل جنگ با ایران مربوط می‌شود که برای حمله به اهداف زمینی از این هواپیما استفاده شد اما به دلیل نبود قطعات یدکی ار خدمت نظامی خارج شده و جای خود را به جنگنده بمب‌افکن‌های روسی سوخو-۲۰/۲۲ و میگ-۲۳ داد.

## کاربران

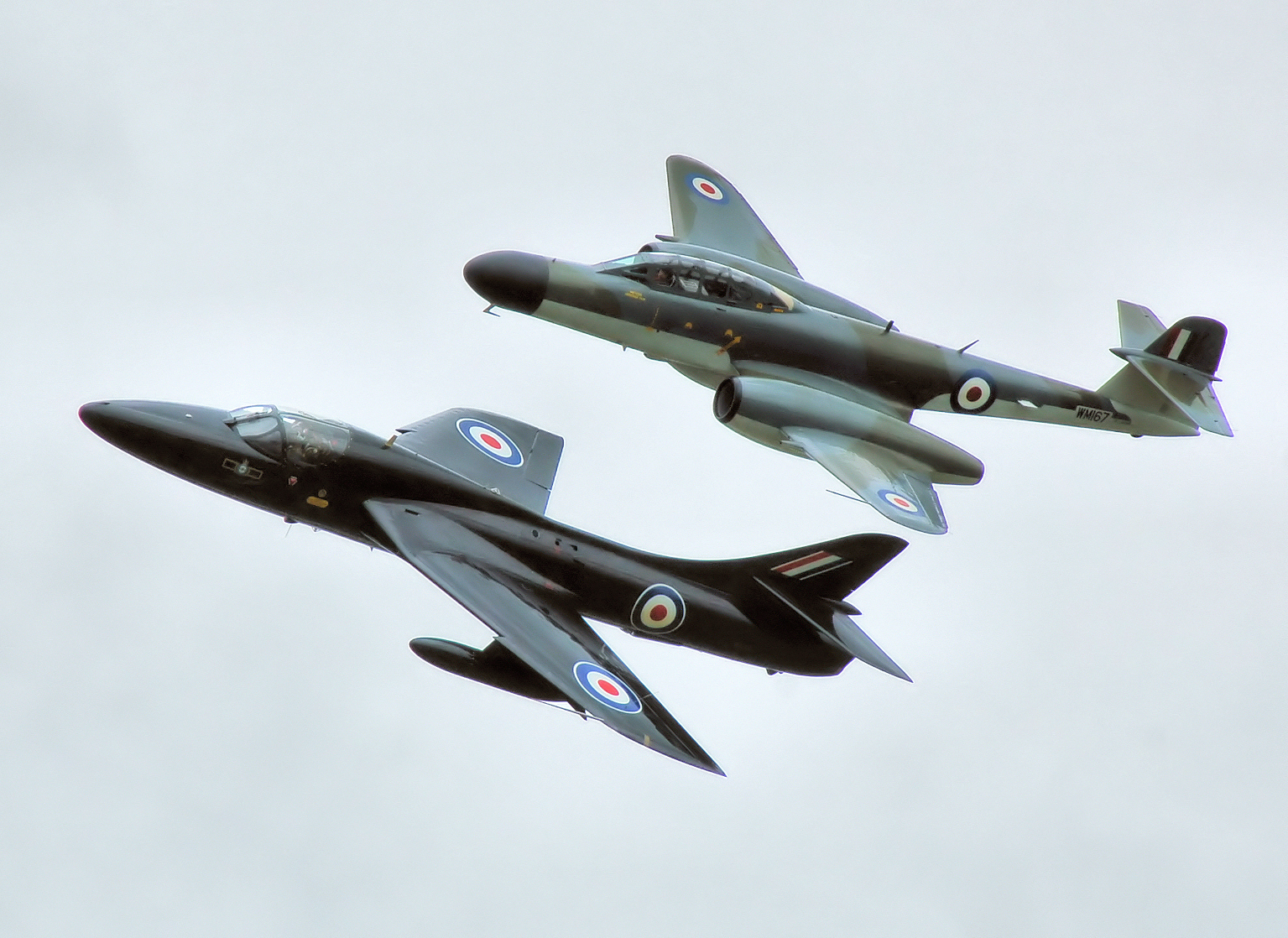
پرواز یک گلاستر متیور جنگ جهانی دوم و یک هاوکر هانتر در یک نمایش هوایی سال ۲۰۰۹

- امارت ابوظبی
- بلژیک
- شیلی
- دانمارک
- عراق
- هند
- اردن
- کنیا
- کویت
- لبنان ۴ فروند هنوز در خدمت
- هلند
- عمان
- پرو
- قطر
- عربستان سعودی
- سنگاپور
- سومالی
- سوئد
- سوئیس
- بریتانیا
- زیمبابوه